# 加茂分屯基地
加茂分屯基地（かもぶんとんきち、JASDF Kamo Sub Base）位于日本秋田县男鹿市男鹿中泷川国有地内，為航空自衛隊三泽基地的分屯基地，部署有第33警戒隊等部隊。
分屯基地司令同时兼任第33警戒隊長。

## 配置部隊
- 第33警戒隊

## 沿革
- 1955年（昭和30年）12月：在現在位置美国空軍第613航空警戒管制中隊第33分遣隊(Detachment 33,613th Aircraft Control & Warning Squadron)展開。
- 1956年（昭和31年）：航空自衛隊北部訓練航空警戒隊開始展開
- 1957年（昭和32年）：重组为第2警戒隊第33警戒中隊に改編
- 1958年（昭和33年）：北部航空警戒管制群編成，从美軍处接管雷达。
- 1961年（昭和36年）3月：重组为第33警戒群
- 1961年（昭和36年）7月：北部航空警戒管制团編成
- 2000年（平成12年）3月：重组为第33警戒隊
- 2008年（平成20年）：使用的雷达修整为J/FPS-3改[1]